# نبت‌یونت
نِبِت‌یونِت یا نِبِتی‌اونِت (انگلیسی: Nebetiunet؛ به‌معنای «بانوی دندره»؛ عنوانی برای الههٔ حاثور) شاهدختی در دوران حکمرانی دودمان هجدهم مصر بود. او دختر فرعون تحوتموس سوم و همسر بزرگ سلطنتی مریت‌رع-حتشپسوت بود.
او یکی از شش فرزند شناخته‌شدهٔ تحوتموس سوم و مریت‌رع-حتشپسوت به‌شمار می‌رود. خواهر و برادران او عبارتند از: فرعون آمنهوتپ دوم، شاهزاده منخِپِررع و سه شاهدخت به نام‌های مریت‌آمون سی و مریت‌آمون دی و ایست.
نِبِت‌یونِت در کنار خواهرانش و شاهزاده منخِپِررع در تندیس مادربزرگ مادری‌شان، حویی، به تصویر کشیده شده‌اند. این مجسمه هم‌اکنون در موزه بریتانیا نگهداری می‌شود.